# یانیس حماش
یانیس حماش (انگلیسی: Yanis Hamache؛ زادهٔ ۱۳ ژوئیهٔ ۱۹۹۹) بازیکن فوتبال اهل فرانسه است.